# Acorypha saddiensis
Acorypha saddiensis är en insektsart som beskrevs av Kevan, D.K.M. 1967. Acorypha saddiensis ingår i släktet Acorypha och familjen gräshoppor. Inga underarter finns listade i Catalogue of Life.